# Meknès-Tafilalet
Meknès-Tafilalet er en tidligere region i Marokko, med et indbyggertal på 2.141.527 mennesker (2. september 2004) på et areal af 60.407 km² . Regionens administrative hovedby Meknès. I 2015 blev området del i de nye regioner  Béni Mellal-Khénifra og Drâa-Tafilalet.

## Administrativ inddeling
Regionen er inddelt i et præfektur og fire provinser: 
Præfektur:
- Meknès

Provinser:
- El Hajeb, Errachidia, Ifrane, Khénifra

## Større byer
Indbyggertal i følge folketællingen 2. september 2004.
- Meknès (536.232)
- Errachidia (76.759)
- Khenifra (72.672)
- Azrou (47.540)
- Midelt (44.781)

Andre vigtige byer:
- El Hajeb, Ifrane